# عمارة عربية قديمة
العمارة الجاهلية هي العمارة التي استعملها عرب الجاهلية في مختلف الأماكن التي عاشوا فيها. وتكمن أهميتها في دراسة أحوال العمارة وقت الدعوة الإسلامية وتأثيرات العمارة الجاهلية على العمارة الإسلامية.

## العمران

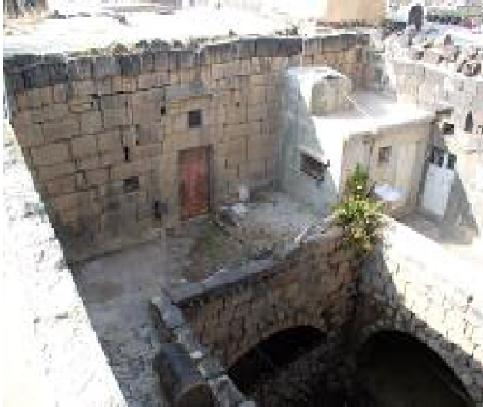
منزل فلافيوس سيوس من الداخل.

- البيوت: كانت البيوت قبل الإسلام مبنية بنظامين أحدهما هو النظام المعروف بالبيت العربي التقليدي والذي يتميز بوجود ساحة في وسط البيت تصطف حولها الغرف ومن أمثلة هذا البيت قبل الإسلام منزل «فلافيوس سيوس» وزير المنذر بن الحارث الملك الغساني والذي بني عام 578م الموجود قرب قرية الهيات في ريف دمشق.[1][2] النمط الآخر هو النمط الخالي من الباحات ويكون عبارة عن غرف متجاورة ومدخله يكون عادة المجلس ومن أمثلته منزل السيدة أم المؤمنين خديجة بنت خويلد زوجة رسول الله ﷺ في مكة وتم هدمهما قبل وقت قريب لأسباب دينية[3] والأمثلة الأخرى لهذا النظام منازل قرية الفاو عاصمة كندة ومنازل تدمر.
- الأسوار: أمثلتها أسوار مدينة براقش وأسوار تيماء وأسوار ثاج.
- الحصون: من أمثلتهم حصن الغراب في اليمن، وقد تكون على أنماط مثل الآطام والمسالح.

## عمارة شرق الجزيرة العربية
عمارة شرق الجزيرة العربية تمثل العمارة التي قامت في الدول والمناطق التي تقع شرق الجزيرة العربية وهي: الكويت، المنطقة الشرقية في المملكة العربية السعودية، قطر، البحرين، الإمارات، شرق عمان.

### ما قبل التاريخ حتى العصر البرونزي
- تم اكتشاف العديد من المستوطنات من عصور ما قبل التاريخ حتى العصر البرونزي أظهرت نمط الحياة هناك قديمًا.

المستوطنات المكتشفة هي: البحرين (مستوطنة سار)، الإمارات (مستوطنة هيلي) عمان (مستوطنة بات).

### من العصر البرونزي حتى العصر الإسلامي
- معبد الدور: اكتشف المعبد في الدور قرب أم القيوين. وهو مكون من غرفة واحدة بمدخلين شمالي وجنوبي. طول أضلاعه ثمانية أمتار.[4]
- كنيسة الجبيل: اكتشفت بالصدفة عام 1986.

## عمارة غرب الجزيرة العربية
- المعبدين اللحيانيين في العلا.
- قصر الحمراء

## عمارة جنوب الجزيرة العربية
قبل الإسلام:
- معبد صرواح
- معبد أوام (محرم بلقيس)
- معبد معربم
- معبد هيران
- معبد ميفعم

## عمارة وسط وشمال الجزيرة العربية
- منزل حاتم الطائي , قلعة مارد

## العمارة خارج الجزيرة العربية

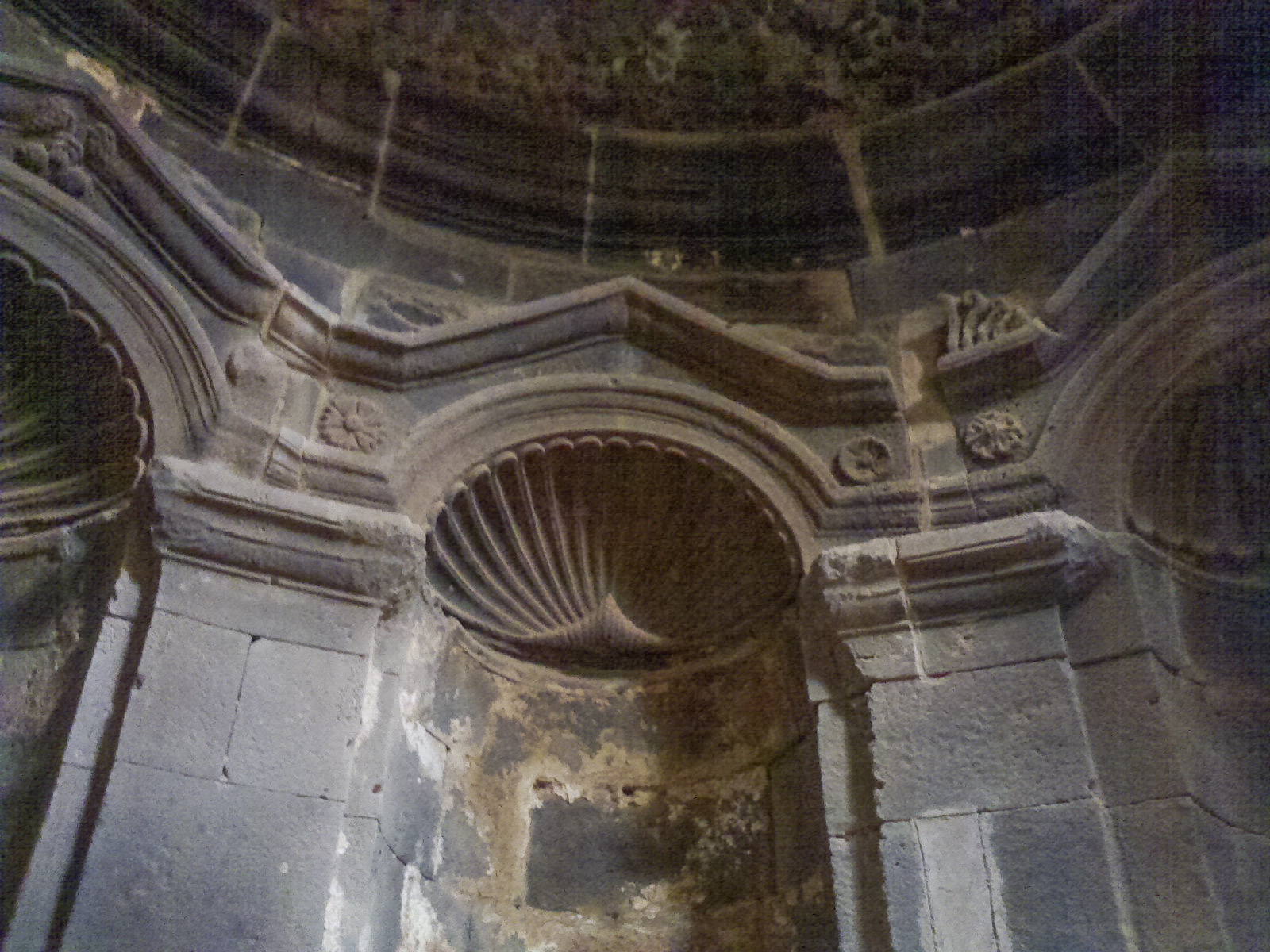
أحد بيوت بصرى القديمة، كمثال على حياة عرب الشام

هي عمارة العرب خارج الجزيرة العربية في المناطق العربية بالشام مثل بصرى التي أصبحت عاصمة الأنباط في أواخر دولتهم، وعند احتلال الرومان للشام جعلوا بصرى عاصمة «الكورة العربية»، زار الرسول الكريم ﷺ بصرى قبل الإسلام مع عمه وهو صغير وهناك تعرف عليه الراهب بحيرى من علامات كان يعرفها وطلب من عمه الرجوع به إلى مكة خوفًا عليه من أن يتعرف عليه اليهود فيقتلوه وهم من كانوا يأملون أن يكون آخر الرسل منهم، هناك عدد من الأماكن زاخرة بالعمارة العربية خارج الجزيرة العربية منها تدمر ومملكة الحضر.